# Tiger Management
Tiger Management Corp., conosciuta anche come Il Fondo Tiger era un fondo speculativo (hedge fund) creato da Julian Robertson.
Il fondo incominciò gli investimenti nel 1980 e fu chiuso nel marzo 2000.

## Storia
Julian Robertson, un broker ed ex ufficiale di marina, creò la Tiger Management nel 1980 con 8 milioni di dollari di capitale. Dal 1996, gli asset del fondo sono incrementati in valore di 7.2 miliardi di dollari.
Con $ 10,5 miliardi di asset under management nel 1997, all'epoca era il secondo più grande hedge fund al mondo. Le sue partecipazioni sono salite a $ 22 miliardi nel 1998.
La più grande partecipazione azionaria di Tiger in quel momento era U.S. Airways, i cui problemi trascinarono verso il basso il valore delle sue partecipazioni. Tali passi falsi alla fine lo hanno portato a chiudere la sua società di investimento nel marzo 2000 e restituire tutto il capitale esterno agli investitori. Tiger in precedenza ha realizzato $ 2 miliardi di guadagni. Nel settembre 2001, Robertson ha distribuito 24,8 milioni di azioni US Airways fortemente svalutate agli ex investitori in Tiger. Robertson dichiarò la sua intenzione di mantenere le scorte. U.S. Airways dichiarò bancarotta nel 2002 e gli azionisti della compagnia aerea persero tutto.

### Tiger Cubs, i cuccioli di Tigre
Dopo aver chiuso il suo Tiger Fund nel 2000, Robertson ha iniziato a utilizzare il proprio capitale, esperienza e infrastruttura per supportare e finanziare ("seed") i futuri gestori di hedge fund. A partire da settembre 2009, Robertson aveva contribuito a lanciare 38 hedge fund (Tiger Seeds) in cambio di una partecipazione nelle loro società di gestione dei fondi. Oltre a quei Tiger Seeds, un numero considerevole di analisti e manager che Robertson aveva impiegato e guidato presso Tiger Management era uscito aprendo e gestendo alcune delle più note società di hedge fund, chiamate Tiger Cubs,  i cuccioli di Tigre. Tra i collaboratori di Tiger Ole Andreas Halvorsen, Chris Shumway, Lee Ainslie, Stephen Mandel, John Griffin, Philippe Laffont, Dan Morehead, David Gerstenhaber, David Goel, Chase Coleman, Martin Hughes, Bill Hwang e Paul Touradji.
"L'emergere moderno degli hedge fund può essere attribuito a un articolo del 1986 sull'Institutional Investor che evidenziava gli straordinari rendimenti del Tiger Fund. L'articolo ha stimolato l'interesse e il finanziamento degli investitori; da quel momento, gli hedge fund hanno attratto sempre più investimenti e capitale umano".
Il Wall Street Journal ha scritto nel giugno 2010 che Robertson stava considerando di riaprire la sua azienda agli investitori esterni. John Townsend, un ex partner di Goldman Sachs, è stato assunto come COO e il figlio di Robertson, Alex, è entrato a far parte dell'azienda. Le nuove assunzioni facevano parte di una potenziale espansione che poteva comportare la creazione di un fondo di "seeding" o di un fondo di hedge fund per investitori esterni.